# Quiet Riot (album)
Albums de Quiet Riot
Quiet Riot II
(1978)
Quiet Riot est le premier album du groupe de heavy metal/glam metal Quiet Riot sorti en 2 mars 1978. Cependant l'album n'est sorti qu'au Japon, comme le groupe ne trouvant aucun accord avec une maison de disques aux États-Unis.

## Liste des chansons
1. "It's Not So Funny" – 3:22
2. "Mama's Little Angels" – 3:04
3. "Tin Soldier" – 3:33
4. "Ravers" – 3:08
5. "Back To The Coast" – 2:49
6. "Glad All Over" – 3:09
7. "Get Your Kicks" – 2:49
8. "Look In Any Window" – 3:41
9. "Just How You Want It" – 2:45
10. "Riot Reunion" – 2:08
11. "Fit To Be Tied" – 3:27
12. "Demolition Derby" – 4:23

## Membres
- Kevin DuBrow - Chant
- Randy Rhoads - Guitare
- Kelly Garni - Basse
- Drew Forsyth - Batterie